# Gestreepte klaver
Gestreepte klaver (Trifolium striatum) is een eenjarige plant die behoort tot de vlinderbloemenfamilie (Fabaceae). De plant komt van nature voor in Eurazië en is van daar uit verspreid over Noord-Amerika. In Nederland is de plant zeldzaam.
De plant wordt 5–30 cm hoog en heeft liggende tot opstijgende, dicht zijdeachtig behaarde stengels. De behaarde, langwerpig omgekeerd-eironde deelblaadjes van het drietallige blad hebben rechte zijnerven en een getande rand. Op de blaadjes zitten vaak paarsachtige of bonte vlekken. De steunblaadjes met evenwijdig lopende en vaak rode lijnen zijn eirond en hebben een smal driehoekige, spitse top.
Gestreepte klaver bloeit van eind mei tot in juni met roze bloemen. De kroonbladen zijn 4–5 mm lang. De kelkbuis heeft rechte, meestal niet stekende tanden en is in de vruchttijd iets opgeblazen. De bloeiwijze is een zittende, hoofdjesachtige tros.
De vrucht is een korte peul, die door de kelk wordt ingesloten.

## Ecologie
De plant komt voor op open plaatsen tussen het gras op droge, voedselarme zandgronden.

## Namen in andere talen
- Duits: Streifen-Klee
- Engels: Knotted Clover, Soft Clover, Striated Clover, Soft Trefoil
- Frans: Trèfle strié